# Birkhof (Rosenberg)
Birkhof ist ein Wohnplatz der Gemeinde Rosenberg im Ostalbkreis in Baden-Württemberg.

## Beschreibung
Der Einzelhof steht etwa 600 Meter westlich der Bebauung des Rosenberger Hauptortes. Der Ort liegt in den Ellwanger Bergen.
Gut 200 Meter westlich des Hofes entspringt der in die Blinde Rot fließende Kaltenbach.

## Geschichte
Der Hof wurde erstmals im Jahre 1344 als „Birken“ erwähnt, als er zur Probstei Hohenberg des Klosters Ellwangen gehörte.